# Cheongil-myeon
Cheongil-myeon (koreanska: 청일면)  är en socken i kommunen Hoengseong-gun i provinsen Gangwon i den norra delen av Sydkorea, 105 km öster om huvudstaden Seoul.